# واغارشاک نورنتس
واغارشاک نورنتس (ارمنی: Վաղարշակ Նորենց (Վաղարշակ Տոնապետի Երիցյան؛ [] Error: {{Lang-xx}}: فاقد متن (راهنما) زادهٔ ۱۳ سپتامبر ۱۹۰۳ - درگذشته ۲۰ ژانویهٔ ۱۹۷۳) نویسنده،  اهل ارمنستان بود.

## زندگی‌نامه
وی در ۱۳ سپتامبر ۱۹۰۳ در روستای Շենիկ به دنیا آمد و در فارغ‌التحصیل گشت. همچنین برندهٔ جوایزی همچون  شده‌است. وی در ۲۰ ژانویهٔ ۱۹۷۳ در سن ۶۹ سالگی در ایروان درگذشت.

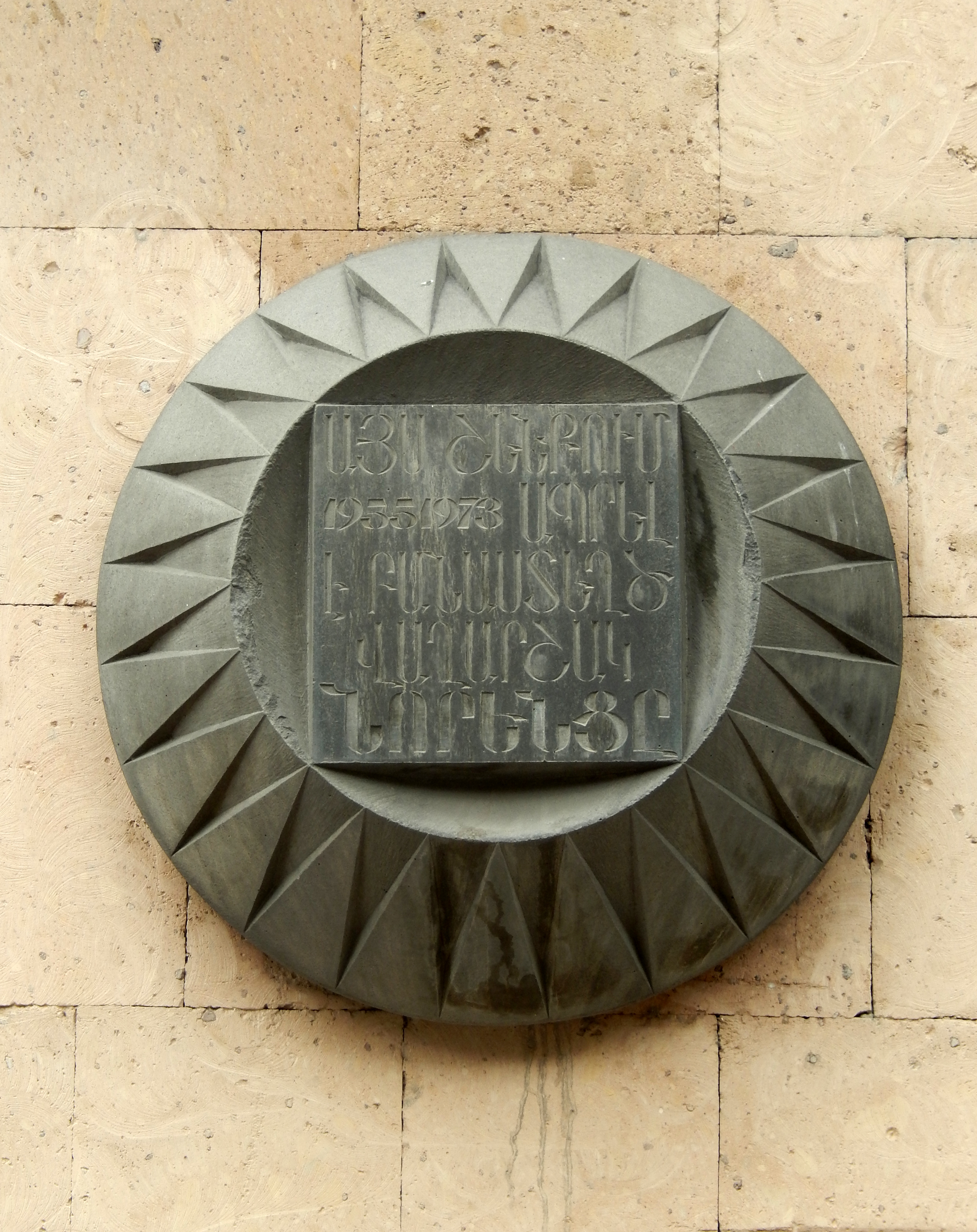